# Ключ 50
Ключ 50 (трад. и упр. 巾) — ключ Канси со значением «тюрбан»; один из 34, состоящих из трёх штрихов.
В словаре Канси есть 295 символов (из 49 030), которые можно найти c этим радикалом.

## История
Древняя идеограмма изображала наброшенное на плечи полотно.
Иероглиф употребляется в значениях: «полотенце, головная повязка, тюрбан, шапочка», «покрывать, одевать».
Это часто используемый ключевой знак.

Вид в Цзиньвэнь
Вид в Цзягувэнь
Вид в большой печати Чжуаньшу
Вид в малой печати Чжуаньшу

В словарях находится под номером 50.

## Значение
1. Все, что покрыто или обернуто тканью.
2. Платок, полотенце, головная повязка, тюрбан, шапочка.
3. Покрывать, одевать.

## Варианты прочтения
- кит. 巾, пиньинь jīn, цзинь.
- яп. きん, kin, кин.
- кор. 수건 sugeon, сугынь?, 건 geon, гынь?.

## Примеры иероглифов
| Доп. штрихи | Иероглифы                                                               |
| ----------- | ----------------------------------------------------------------------- |
| 0           | 巾                                                                      |
| 1           | 巿 帀 币                                                                |
| 2           | 市 布 帄 帅 㠲 㠳                                                       |
| 3           | 帆 帇 㠴 㠵 㠶 师                                                       |
| 4           | 帊 帋 希 帍 帎 帉 㠺 㠻 㠼 㠷 㠸 㠹 𢁸                                  |
| 5           | 帚 帛 帜 帑 帒 帓 帔 帕 帖 帗 帘 帙 㠽 㠾 㠿 𢁾 𢂌 𢂎 㡀 𢂁             |
| 6           | 帝 帞 帟 帠 帡 帢 帣 帤 帥 𢂚 𢂜 㡁 㡂 㡃 㡄 㡅 㡆 带                   |
| 7           | 帨 帪 師 帬 席 帮 帯 帨 帩 帰 帱 𢃆 𢃇 𢃊 㡇 㡈                         |
| 8           | 帺 帲 帳 帴 帵 帼 帶 帷 常 帹 㡊 㡋 㡌 㡍 㡎 㡉                         |
| 9           | 帽 帾 帿 幀 幁 幂 幃 幄 幅 幆 幇 幉 𢃱 𢃼 㡏 㡐 㡑 㡒 㡓 㡔 㡕 㡖 𢄂 𢄃 |
| 10          | 幊 幋 幌 幍 幎 幏 㡚 㡛 𢄝 㡗 㡘 㡙                                     |
| 11          | 幛 幈 幑 幒 幓 幔 幕 幖 幗 幘 幙 㡜 㡝 㡞 㡟 𢄪 𢄯 𢄩                   |
| 12          | 幚 幜 幝 幞 幟 幠 幡 幢 幣 幤 幥 㡠 㡡 𢄹 𢅄 𢅅 𢅆                      |
| 13          | 㡢 幦 幧 幨 幩 𢅛 㡣 㡤                                                 |
| 14          | 幪 幫 幬 㡥 㡦 𢅧                                                       |
| 15          | 幭 幮 幯 𢅬                                                             |
| 16          | 幰 𢅳                                                                   |
| 17          | 幱 𢅺 㡧 㡨                                                             |
| 18          | 𢅻                                                                      |
| 19          | 㡪 㡩 𢆁                                                                |

- Примечание: Ваш браузер может отображать иероглифы неправильно.